# Aya Diawara
Pour les articles homonymes, voir Diawara.
Aya Diawara, née à Kankan en république de Guinée, est une animatrice de télévision guinéenne,.

## Biographie et Carrière
Originaire de la ville de Kankan en République de Guinée, Aya Diawara a commencé ses études en Côte d'Ivoire. C'est à l'âge de 15 ans qu'elle a regagné Conakry. Après le baccalauréat qu'elle a décroché au lycée Yimbaya dans la commune de Matoto, Aya a continué ses études supérieures à l'Université Gamal Abdel Nasser de Conakry à la Faculté des lettres et Sciences humaines.

### Début à la télévision
Entre 2001 et 2002, Aya débarque à la RTG où elle a su s’imposer en tant que présentatrice de la célèbre émission Parade et notamment d'autres comme : Duel de champion, À tout cœur, Mosaïque avec Banks, l’arène ; sont quelques émissions qu’elle a animées et coanimées à la RTG.
Aujourd'hui, elle présente l’émission phare de la RTG "Parade" Aya est cheffe service de la section culturelle de la télévision nationale depuis 2011. Elle supervise une vingtaine d’émissions culturelles, elle gère la coordination et la programmation des animateurs culturels. Elle est l’initiatrice du concours Miss, elle organise également des éditions spéciales culturelles (fête, téléthon, direct de sensibilisation). Depuis 2011, elle est la correspondante Guinée sur TV5 Monde. Aya a aussi été co-animatrice de Star Parade avec Boncana Maiga. Parallèlement, elle est quelquefois organisatrice, manager ou maitresse de cérémonies, d’événements en Guinée, au Mali, en France, au Bénin, en République Démocratique du Congo et dans plusieurs autres pays.

## Prix et reconnaissances
- 2015 : Femme culturelle de l'année 2015 par le comité Miss Guinée North America.
- 2019 : Lauréate du prix Katala 224 dans le secteur culturel.

## Vie privée
Aya Diawara est mariée et mère d’un garçon.